# Cottonwood Shores, Texas
Cottonwood Shores là một thành phố thuộc quận Burnet, tiểu bang Texas, Hoa Kỳ. Năm 2010, dân số của xã này là 1123 người.

## Dân số
- Dân số năm 2000: 877 người.
- Dân số năm 2010: 1123 người.